# Процесс парашютистов
Процесс парашютистов и подводников (болг. Процес на парашутистите и подводничарите) — показательный судебный процесс над группой из 27 болгарских коммунистов, заброшенных в Болгарию с помощью советской разведки во время Второй мировой войны.
К концу лета 1941 г. с помощью советских подводных лодок и самолётов на территорию Болгарии нелегально проникло 55 деятелей БКП. Их целью было объединение разрозненных групп сопротивления в единую сеть и координация её деятельностью для нанесения максимального ущерба как немецким войскам, так и прогерманским властям Болгарии.
Закрытый процесс, который начался 9 июня 1942 года, проводил Софийский военно-полевой суд.
26 июня был вынесен смертный приговор 18 подсудимым из 27. На следующий день на стрельбище Школы офицеров запаса в Софии осужденные были расстреляны: погибли руководитель Военной комиссии ЦК БКП полковник Цвятко Радойнов, его помощники Никола Вапцаров, Атанас Романов, Антон Попов, а также Трифон Георгиев, Васил Цаков, Димитр Димитров, Стефан Маринов, Борис Томчев и ещё 9 активистов.
По свидетельству командира расстрельной роты, перед казнью осужденные прокричали: «Да здравствует Болгария! Да здравствует Советский Союз и победа над фашизмом!»
Были расстреляны ещё 8 человек. Из подсудимых смертной казни избежал только Лучезар Аврамов, получивший пожизненный тюремный срок.